# Kristjan Kitsing
Kristjan Kitsing (Tallinn, 11 dicembre 1990) è un cestista estone.

## Palmarès
- Campionato estone: 7

Tartu Ülikooli: 2009-2010
Kalev/Cramo: 2010-2011, 2011-2012, 2013-2014, 2018-2019, 2022-2023, 2023-2024
- Campionato danese: 1

Bakken Bears: 2016-2017
- Coppa di Estonia: 1

Tartu Ülikooli: 2009